# 吉田新時
吉田 新時（よしだ しんじ）は、日本の撮影監督/DITである。撮影会社である合同会社デジコアの代表。

## 人物
出身校は東京造形大学と日本映画学校である。
現在は撮影監督、DIT（デジタル・イメージング・テクニシャン）として日本でも珍しく両方を技師として多くの撮影に参加。エディター・カラリストとして活動していた期間もあり、マルチに活動する技術者である。

## 撮影/DIT作品
- 映画「ウルバリン」（日本撮影チーム）
- 映画「U-31」[1] - （監督：谷健二 出演：馬場良馬、中村優一、谷村美月、勝村政信、大杉漣、根本正勝、中村誠治郎、岩永洋昭、高崎翔太、富山えり子、平畠啓史）
  - 【沖縄国際映画祭にて上映】2016年4月23日
- 映画「一人の息子」[2] - （監督：谷健二 出演：馬場良馬、玉城裕規、水崎綾女、篠原篤、根本正勝、関口アナム、高崎翔太、三城千咲、森本のぶ 、三坂知絵子、弓削智久、竹下景子）
  - 【高崎映画祭にて上映】2018年4月7日

### CM
- 資生堂「TSUBAKI」
- Panasonic「Panasonic Beauty」クリスマススペシャルCM
- ドワンゴCM MVタイアップ NEWS「Fighting-Man」
- Asahi「すらっと」
- フジテレビキャンペーンCM「Life is Live」
- マンダム バリアリペア
- 飲むシリカ「霧島編」「DAIGO」「朝倉未来編」
- 東京オリンピック招致PV ※1期2期
- USJ「バイオハザード」「ハッピーハロウィン」「スパイダーマン」「妖怪ウォッチ」
- ユニクロ「ウルトラライトダウン 雨にも負けない編」
- ローソン「おにぎり屋」
- ダイハツ「タントカスタム」
- トヨタ「VOXY」
- スバル「アイサイト」
- EION「クーリッシュファクト」
- ZOZOTOEN「ワンピースコラボアイテム」
- ココナッツサブレ「五五七二三二〇 コラボ」
- JR西日本「九州-大阪新幹線」
- オリンパス「OM-D」
- サーティワン「31階編」
- ニトリ「プリモシリーズ」
- スクウェア・エニックス「ドラゴンクエスト」
- ハウス「武井咲カレー」
- POKKA「じっくりコトコト」
- 大塚製薬「リステリン」
- 日清「カップヌードル REAL 高橋みなみ/指原莉乃」
- イトーヨーカドー「秋のザ・セール」
- 花王「マイクロバブ」
- 白元「快適ガードプロ」
- ロゼッタストーン
- NIKON「NIKON 1」中国
- マンダム「GATSBY」海外版
- THE MENTALIST 日本版CM
- ターミネーター,サラ,クロニクルズ 日本版CM
- au & YAMAHA デザイン携帯
- JUJUベストアルバム TVCM「JUJU」
- イーモバイル「CMショッピング」
- 京楽&Sammy「CR あしたのジョー WEB企画」
- Space Shower TV アイドルランキング
- Google APPS
- Google みんなのビジネスオンライン
- NORTON しょこたんルーム
- OPTEX
- J Power
- Toyota baseball Party G’Sインプレッション

### PV/Live
- ももいろクローバーZ「GOUNN」
- 乃木坂46「意外ブレイク」「空扉」「アナスターシャ」「僕が手を叩く方へ」
- KinKi Kids「Family ひとつになること」
- DIVA「DISCOVERY」
- RADWIMPS「DADA」
- AKB48「羊飼いの詩」「なんてボヘミアン」
- KAM「Dance In The Life」「 i 」
- Girls Next Door「Silent Screan」
- 浜崎あゆみ「Why…」
- キャプテンストライダム「ブギーナイトフィーバー」
- Half Life「J-POP」
- APOGEE「Twilight Arrow」
- UVERworld「KINJITO」「BABY BORN & GO」
- My Little Lover「ひこうき雲」
- RSP「アンマー」「You're My Friend」
- メガマソ「すみれ September Love」
- FLIP「ホシイモノハ」
- D'espairs Ray「DEATHE POINT」
- 山中湖野外フェスティバル「Sence of Wonder」
- トータス松本凱旋ライブ
- Rie-fu「URBAN ROMANTIC」
- BACK DROP BOMB "The Beginning and The End feat.AKLO"
- Peaky SALT「イトシセツナナミダ」「三日月ハーフパイプ」

### TV
- 「明日キラリ+」（フジテレビ）

### カラリスト
- 映画「ビルと動物園」「さざなみ」（2007年、齋藤孝監督）
- 映画「GIRLS LOVE」（2009年、川上春奈監督）エイベックス・ピクチャーズ
- 映画「はじまりの記憶 杉本博司」（2011年、中村佑子監督）[3]
- PV JUJU「Hello, Again 〜昔からある場所〜」

## エディター
- 東京オリンピック招致PV
- Girls Award JAPAN 2010 オープニング
- 短編映画「恋文」内田英治
- インティライミ「カーニバる?」「君に逢いたかった」
- ICONIQ「TOKYO LADY」
- スチャダラパー「NEVER ENDING BEATS」
- Coma-chi「TIME 2 PARTY feat. AK-69」
- カルビー「夏ポテト」